# らくらく無線スタート
らくらく無線スタート（らくらくむせんスタート）は、NECアクセステクニカ（現：NECプラットフォームズ）が開発した無線LAN自動設定システム。同社が販売する2004年以降のAtermシリーズを筆頭に、無線LANルーター、モバイルWi-Fiルーター、回線業者に提供するレンタルホームゲートウェイルーター製品にも搭載されている。先発であるバッファローのAOSSと共に二大無線設定システムとして知られ、AOSS共々Wi-FiアライアンスにWPSを策定させる遠因となった。

## 概要
無線LANのセキュリティには暗号化が必須であるが、子機側の接続操作で、暗号化キーの入力が一般利用者の関門であった。この機能に対応しているアクセスポイント・クライアントの双方を待機させて、アクセスポイントに設置された「らくらくスタート」ボタンを操作することで、クライアントに登録し、無線LAN接続を確立する。
クライアントは専用子機のほか、Windows XP SP2などのワイヤレスネットワークで制御できる状態であれば、メーカー提供の設定ソフト「らくらく無線スタートEX」をインストールすることで、PCのメーカーを問わず多くのWindowsクライアントでこの機能が利用できるようになっている。
WPS策定後のAtermはらくらく無線スタートとWPSの両対応となった。この場合は親機のボタンでWPSも待機状態となる。

### 搭載製品
- 親機側アクセスポイント
  - Atermシリーズ無線LANルーター/モバイルWi-Fiルーター
  - 回線業者に提供するレンタルホームゲートウェイルーター製品（フレッツ光など）
- 子機側クライアント
  - Atermシリーズ無線LAN子機＋サテライトマネージャー or らくらく無線スタートEX
  - Atermシリーズ無線LANルーターを子機モードにした状態（一部機種のみ）
  - Windows XP SP2、Vista、7、8.x　無線LAN内蔵PC＋らくらく無線スタートEX
  - ニンテンドーDS、DSi、DSi LL、3DS（New含む）、Wii、Wii U
  - PlayStation Portable、3、4、Vita
  - 無線LANプリンタ - Canon、EPSON　
  - タブレット端末、Androidスマートフォン

### 条件
- 親機側 - らくらく無線スタート対応、SSIDに対して暗号化が設定済み（初期値）、専用ボタン「SET」「らくらくスタート」がある。
- 子機側 - らくらく無線スタート対応子機、または対応OSで専用「らくらく無線スタートEX」インストール。
  - 「らくらく無線スタートEX」の操作では、対応OS（Windows）の標準のワイヤレスネットワークで制御できる状態であること。

## 操作
1. 子機側にてこれを起動する（ボタン操作、または専用クライアントツールの画面操作）。
2. 親機の「らくらくスタート」もしくは「SET」ボタンを約10秒押す。
  - 親機のPOWERランプが緑点滅になり待機状態で、ネゴシエーションをする。
  - 数十秒し親機のPOWERランプが橙点滅に変化したらネゴシエーション成功。
3. 親機側のボタンを約10秒押す。
  - POWERランプ橙点灯10秒。親機に設定されているSSID・暗号化キーが子機にコピーされ設定、保存が完了し、緑灯に戻り操作完了。

- 親機・子機によっては操作方法が多少異なる場合がある。
- なお、子機側でWPSとの同時待機はできない。WPSを利用した場合は親機のPOWERランプが橙点滅ではなく緑橙点滅となりそのまま橙点灯するため、もう1度親機のボタンを押す必要はない。

## 他の方式（WPS、AOSS）との違い
- 暗号化方式は親機にあらかじめ設定されているものが使われるため、無線LANのセキュリティレベルが低下しづらい。例えば、親機にWPA/WPA2-PSKが設定されており暗号化方式がCCMP（AES）やTKIPである場合、暗号化方式がWEPしか対応しないニンテンドーDSから設定を試みた場合、古い機種では接続そのものに失敗する。新しい機種ではマルチSSIDのWEP用のセカンダリSSIDに接続される（このSSIDも初期状態ではらくらく無線スタートを使わずに接続を試みても接続に失敗する）。
- MACアドレスフィルタリング使用の場合も接続が出来る。クライアントのMACアドレスが親機に登録される。
- ESSIDステルス使用の場合も接続が出来る（子機が対応していない場合は除く）。
- ゲストSSID対応の親機では、接続先は「オーナーSSID」「ゲストSSID」の2種類から選択できる（管理画面から変更可能）。